# Макарово (сельское поселение деревня Тростье)
Макарово — деревня в Жуковском районе Калужской области, в составе сельского поселения «Деревня Тростье».

## География
Расположена на севере Калужской области. Рядом  — Щиглево, Макаровское лесничество.
Находится у ответвления дороги А-108 — подъезду к государственному комплексу Таруса.

## Климат
Умеренно-континентальный с выраженными сезонами года: умеренно жаркое и влажное лето, умеренно холодная зима с устойчивым снежным покровом. Средняя температура июля +18 °C, января −9 °C. Теплый период длится в среднем около 220 дней.

## Население
| 2002 | 2010 |
| ---- | ---- |
| 21   | ↘10  |

## История
В 1782 году сельцо Макарово Тарусского уезда с пустошами принадлежало  княгине Натальи Ивановне Щербатовой и Аграфене Логиновне Немовой. Сельцо находилось по обе стороны Макаровского оврага. 